# Uta Falter-Baumgarten
Uta Falter-Baumgarten, geb. Baumgarten (* 14. Juni 1924 in Harburg (Elbe); † 1. August 2022 in Hamburg-Heimfeld) war eine deutsche Bildhauerin und Keramikerin.

## Leben
Uta Falter-Baumgarten studierte von 1940 bis 1943 an der Landeskunstschule Hamburg, der heutigen Hochschule für bildende Künste Hamburg, vor allem bei Paul Helms und Johann Michael Bossard und 1943/44 an der Kunstakademie Dresden bei Otto Rost. Volontariate führten sie in die Töpferwerkstatt Elisabeth Schäfer in Marburg/Lahn und zum Bildhauer Well Habicht nach Darmstadt.
Seit 1967 war sie in eigener Werkstatt in Hamburg-Harburg tätig. Uta Falter-Baumgarten arbeitete vor allem in Bronze und Terrakotta. Zahlreiche Werke finden sich im öffentlichen Raum.
2013 wurde sie mit der Biermann-Ratjen-Medaille des Hamburger Senats ausgezeichnet.
Falter-Baumgarten hatte eine enge Bindung zur Kunststätte Bossard, wo sie mehrere Ausstellungen hatte, zuletzt im Januar 2022. Sie plante bereits weitere Präsentationen sowie eine große Retrospektive anlässlich ihres 100. Geburtstages 2024 im Stadtmuseum Harburg. Das Museum wird ihr diesen Wunsch posthum erfüllen und kann dabei aus dem künstlerischen Nachlass schöpfen, den die Bildhauerin zu Lebzeiten dem Museum vermacht hat.

## Werke

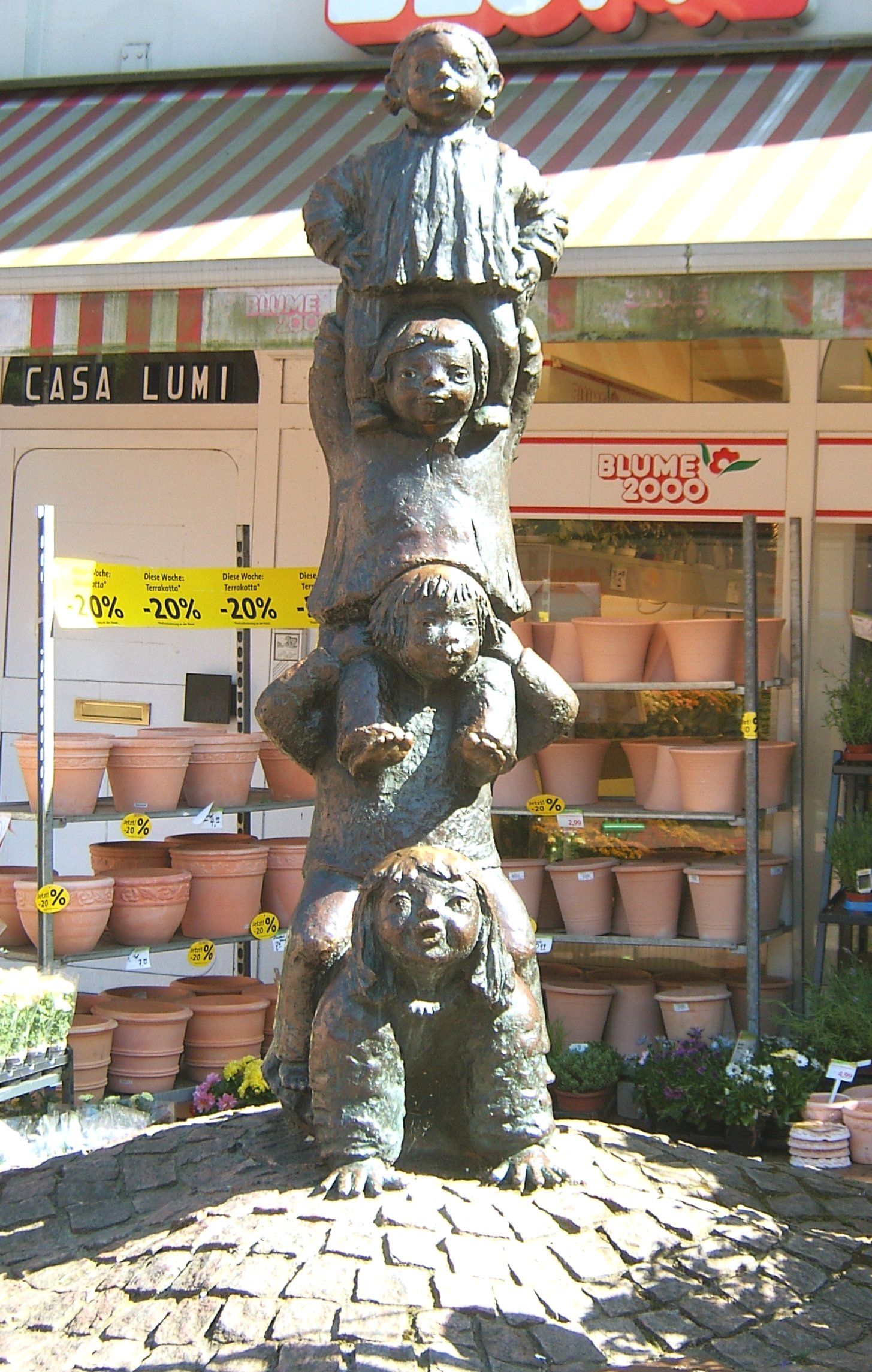
Kinder-Pyramide

- Tanzende Schmetterlinge, Hamburg-Wilhelmsburg, Bürgerhaus, Bronze
- Kinder-Pyramide, Hamburg-Harburg, Lüneburger Str., Bronze, 1979
- Denkmal Pastor Bode, Egestorf
- Kleine Gärtnerin, Löhndorf, Brunnen
- 6 Fassadenreliefs, von links „Die Familie“, „Die Gemeinschaft“, „Die schönen Stadt Lübeck“, „Die Zeit“, „Das (blinde) Glück“, „Die Gerechtigkeit“, Lübeck, Braunstraße 21, Terrakotta, 1981

## Katalog
- Gudula Mayr (Hrsg.): Uta Falter-Baumgarten, Bronze und Terrakotta: mit einem Werkkatalog der plastischen Portraits. Stiftung Kunststätte Bossard, Jesteburg 2012, ISBN 978-3-938594-10-0 (= Schriften der Stiftung Kunststätte Johann und Jutta Bossard 12).